# Amietophrynus fuliginatus
Amietophrynus fuliginatus är en groddjursart som först beskrevs av De Witte 1932.  Amietophrynus fuliginatus ingår i släktet Amietophrynus och familjen paddor. IUCN kategoriserar arten globalt som livskraftig. Inga underarter finns listade i Catalogue of Life.